# Lachine (ancienne circonscription fédérale)
Lachine fut une circonscription électorale fédérale du Québec, située sur l'île de Montréal. Elle fut représentée à la Chambre des communes de 1968 à 1988.
La circonscription de Lachine fut créée en 1966 à partir d'une partie de la circonscription de Jacques-Cartier—Lasalle. En 1973, Lachine devint Lachine—Bord-du-Lac. La circonscription reprit son nom initial de Lachine en 1976. La circonscription fut abolie en 1987 et distribuée dans la circonscription de Lachine—Lac-Saint-Louis.

## Géographie
En 1966, la circonscription comprenait:
- Les villes de Dorval, Lachine et Pointe-Claire
- La municipalité de L'Île-Dorval

En 1976, la circonscription comprenait:
- Les villes de Beaconsfield, Dorval, Pointe-Claire et Lachine
- La municipalité de L'Île-Dorval

## Députés
1. 1968-1972 — Raymond Rock, PLC
2. 1972-1984 — Rod Blaker, PLC
3. 1984-1988 — Bob Layton, PC

- PC  = Parti progressiste-conservateur
- PLC = Parti libéral du Canada